# Judith Forstmann
Selva Judith Forstmann (1952-10 de abril de 2009) fue una política del Partido Justicialista de Argentina. Ocupó un escaño en el Senado de la Nación Argentina por la Provincia de Santa Cruz en el bloque mayoritario del Frente para la Victoria.

## Biografía
Forstmann nació en 1952 en la ciudad mendocina de Godoy Cruz. Realizó sus estudios primarios, secundarios y terciarios en Buenos Aires, recibiéndose de Museóloga en el Instituto Superior de Formación Docente N° 8 de la ciudad de La Plata. Se mudó a la ciudad de Caleta Olivia en 1973 y ha trabajado a nivel local en la educación y las artes, desempeñándose como profesora en varias instituciones educativas y formando activamente parte de varias instituciones culturales.

## Carrera política
Participó desde la cultura en la política poniéndose al frente de la creación de centros comunitarios y culturales. En 1991 es designada Secretaria de la Mujer del Consejo local del Partido Justicialista, ese mismo año fue elegida concejala de la ciudad de Caleta Olivia.
En 1993, Forstmann fue elegida Legisladora Provincial en Santa Cruz. Reelecta en 1997, 1999 y 2003. En la Cámara de Diputados de Santa Cruz fue vicepresidenta del bloque del Partido Justicialista desde 1995, vicepresidenta segunda de la Cámara desde 1999 y vicepresidenta primera desde 2006. Debido a varias dimisiones y vacantes, fue presidenta en funciones de la Cámara ese año, y como consecuencia vicegobernadora de hecho de la provincia.
Fue elegida como supletente en las elecciones para el Senado de la Nación Argentina en 2005, fue investida Senadora Nacional en 2007 por la vacante dejada por Alicia Kirchner quien volvió a cumplir funciones en el PEN en agosto de 2006.

## Fallecimiento
El 10 de abril de 2009, Forstmann y su esposo viajaban en una camioneta Toyota Hilux en Santa Cruz con un guía de pesca. Al intentar cruzar el río Barrancosa, cercano a la Reserva natural Tucu Tucú de la Provincia, la camioneta fue arrastrada por la corriente. Los dos hombres se salvaron, pero Forstmann fue arrastrada y encontrada muerta la mañana siguiente.

Una militante defensora de la causa nacional y del Gobierno y una defensora de los partidos políticos, era una gran trabajadora que se ganó el respeto de sus compañeros.
Miguel Angel Pichetto, titular del bloque de senadores oficialistas.

Su restos fueron velados y recibieron responso en Caleta Olivia, participó de la exequias la presidenta Cristina Fernández de Kirchner quien se vio notablemente afectada por la pérdida.